# Еры (буква древнепермского алфавита)
Еры (𐍨, коми еры, также ы) — дополнительная буква древнепермского алфавита, использовавшегося для записи языка коми и в качестве тайнописи старорусского языка.

## Использование
Использовалась исключительно в русских тайнописных текстах и имела значение ы, в собственно древнепермских текстах вместо неё применяется ыры.

## Порядковый номер в алфавите
В списках древнепермского алфавита буква 𐍨 отсутствует. В. И. Лыткин относит 𐍨 к дополнительным буквам, использующимся преимущественно в русских заимствованиях, и условно помещает её на двадцать третью позицию вместе с ыры.

## Название
В. И. Лыткин не ставит букве в соответствие никакого названия, считая её вариантом ыры. В Юникоде буква называется еры (англ. yeru).

## Начертание
Буква образована совмещением древнепермских ъ и и (𐍯𐍙) или ь и и (𐍰𐍙), по аналогии с кириллической буквой ꙑ (ы).

## Кодировка
Буква была закодирована в блоке Юникода «Древнепермское письмо» (англ. Old Permic) в версии 7.0, вышедшей 16 июня 2014 года, под кодом U+10368.